# Dov’è l’amore
«Dov'è l’amore» (с итал. — «Где любовь») — четвёртый официальный сингл американской певицы и актрисы Шер с её двадцать третьего альбома Believe. Песня была выпущена 6 июля 1999 на лейблах Warner Bros. Records и WEA Records.

## Музыкальное видео
В норвежском интервью 1999 года, Шер сказала, что Dov'è l’amore станет четвёртым синглом, и также показала, что певица Мадонна очень хочет снять музыкальное видео на песню, но по неизвестным причинам работа была отдана Джейми О’Коннору.
Видео для Dov'è l’amore показывает историю человека, который пытается завоевать расположение женщины латиноамериканского происхождения. В течение видео показаны много людей: одни танцуют фламенко, другие играют на гитарах, а некоторые просто наблюдают за танцорами. В видео Шер носит большое красное платье для фламенко и сидит в красной комнате, поет песню и ласкает собаку чихуахуа. Песня и видео считали попыткой попасть в волну возрастающего латиноамериканского влияния в музыке в то время, однако это, как полагают, большая ошибка: хотя видео снято в испанском стиле, песня исполняется не на испанском, а на итальянском языке.
Трек, используемый в оригинальном видео Dov'è l’amore, был 'Emilio Estefan, Jr. Radio Edit' вместо альбомной версии, которая немного медленнее и почти на 30 секунд дольше.
В конце 1999, Дэн-О-Рама сделал ремикс-видео на Dov'è l’amore, но вместо того, чтобы использовать ремикс на песню, он оставил версию 'Dov'è l’amore (Emilio Estefan Jr. Radio Edit)', и только добавил некоторые новые сцены и изменил старые. В 2000 году это видео было выпущено как промо на видеокассете в Великобритании. В 2004 оно было официально выпущено на DVD The Very Best of Cher: The Video Hits Collection.

## Выступления
Шер исполняла песню во время следующих турне:
- Do You Believe? Tour

Также она спела песню на некоторых ТВ-шоу.

## Список композиций
US CD Maxi-Single (9 44774-2)
1. «All or Nothing» (Danny Tenaglia International Mix)
2. «All or Nothing» (Metro Radio Mix)
3. «All or Nothing» (Danny Tenaglia Cherbot Vocadub)
4. «All or Nothing» (Almighty Definitive Mix)
5. «Dov'è l’amore» (Todd Terry’s TNT Club Mix)
6. «Dov'è l’amore» (Tony Moran’s Anthem Mix)
7. «Dov'è l’amore» (Ray Roc’s Latin Soul Vocal Mix)
8. «Dov'è l’amore» (Tee’s Radio Mix)
9. «Dov'è l’amore» (Tony Moran’s Anthem 7" Mix)
10. «Dov'è l’amore» (Ray Roc’s Radio Mix)

US 2 x 12" Vinyl (0-44774)
- A1. «All or Nothing» (Danny Tenaglia International Mix)
- A2. «All or Nothing» (Almighty Definitive Mix)
- B1. «All or Nothing» (Danny Tenaglia Cherbot Vocadub)
- B2. «All or Nothing» (Metro Radio Mix)
- C1. «Dov'è l’amore» (Todd Terry’s TNT Club Mix)
- C2. «Dov'è l’amore» (Tony Moran’s Anthem Mix)
- D1. «Dov'è l’amore» (Ray Roc’s Latin Soul Vocal Mix)
- D2. «Dov'è l’amore» (Todd Terry’s MT’s Club Mix)

US 12" Vinyl (8573 80539-0)
- A1. «Dov'é l’amore» (Tony Moran’s Anthem Mix)
- A2. «Dov'é l’amore» (Tony Moran’s Anthem 7" Mix)
- B1. «Dov'é l’amore» (Todd Terry’s TNT’s Club Mix)
- B2. «Dov'é l’amore» (Todd Terry MT’s Club Mix)

UK 12" Vinyl (SAM 00194)
- A1. «Dov'é l’amore» (Emilio Estefan Jr. Radio Edit)
- A2. «Dov'é l’amore» (Ray Roc’s Latin Soul Vocal)
- B1. «Dov'é l’amore» (Emilio Estefan Jr. Extended Mix)
- B2. «Dov'é l’amore» (Ray Roc’s Latin Soul Instrumental)

Germany CD Single (PRO 1635)
1. «Dov'è l’amore» (Radio Edit)
2. «Dov'è l’amore»

Germany 2 x 12" Vinyl (8573 80508 0)
Одинаковый трек-лист с Germany CD Single но, с «Dov'è l’amore» (Ray Roc’s Latin Soul Vocal Mix) и «Dov'è l’amore» (Ray Roc’s Latin Soul Instrumental) .
UK CD Single Pt. 1 (WEA 230 CD1)
1. «Dov'è l’amore» (Radio Edit)
2. «Dov'è l’amore» (Ray Roc’s Latin Soul Vocal Mix)
3. «Dov'è l’amore» (Tony Moran’s Anthem 7" Mix)

UK CD Single Pt. 2 (WEA 230 CD2)
1. «Dov'è l’amore»
2. «Dov'è l’amore» (Tony Moran’s Anthem Mix)
3. «Dov'è l’amore» (Tee’s Radio)

## Официальные версии
- Album Version (4:17)

Emilio Estefan Remixes
- Emilio Estefan Jr. Radio Mix = Radio Edit (3:47)
- Emilio Estefan Jr. Extended Mix (5:39)

Ray Roc Remixes
- Ray Roc’s Latin Soul Vocal Mix (9:38)
- Ray Roc’s Radio Edit (3:33)
- Ray Roc’s Latin Soul Instrumental (9:06)
- Ray Roc’s Radio Instrumental (3:35)

Todd Terry Remixes
- Tee’s Radio Mix(3:22)
- Tee’s Freeze Radio
- TNT’s Club Mix (6:53)
- MT’s Club Mix (6:52)
- Tee’s New Radio
- Radio Instrumental (3:16)
- Club Instrumental (6:57)
- Radio One Instrumental
- Tee’s Capella
- Tee’s Capella 2

Tony Moran Remixes
- Tony Moran’s Anthem Mix = Tony Moran’s Unreleased Mix = Tony Moran’s Main Pass Mix (9:55)
- Tony Moran’s Anthem 7" Mix = Tony Moran’s Anthem Edit (3:34)
- Tony Moran’s 12" Mix = Tony Moran’s Mix (10:04)
- Tony Moran’s Radio Edit
- Tony Moran’s Dub (9:17)

Almighty Remixes Promo
- Almighty 12" Maxi Mix 1 (7:25) — 1999
- Almighty 12" Maxi Mix 2 (7:08) — 2005

## Чарты
| Чарт (1999)                            | Место |
| -------------------------------------- | ----- |
| U.S. Billboard Hot 100 Singles Sales   | 38    |
| U.S. Billboard Hot Dance Club Play     | 1     |
| U.S. Billboard Hot Dance Singles Sales | 1     |
| Australian ARIA Singles Chart          | 49    |
| Austrian Singles Chart                 | 38    |
| Бельгия/Фландрия (Ultratop 50)         | 36    |
| Бельгия/Валлония (Ultratop 50)         | 14    |
| Dutch Singles Chart                    | 53    |
| European Singles Chart                 | 10    |
| Finnish Singles Chart                  | 5     |
| French Singles Chart                   | 46    |

| Чарт (1999)             | Место |
| ----------------------- | ----- |
| German Singles Chart    | 31    |
| Greek Singles Chart     | 7     |
| Italian Singles Chart   | 10    |
| Norwegian Singles Chart | 24    |
| Romanian Singles Chart  | 2     |
| Spanish Singles Chart   | 4     |
| Swedish Singles Chart   | 37    |
| Swiss Singles Chart     | 18    |
| Turkey Airplay Chart    | 1     |
| UK Singles Chart        | 21    |